# Grúz Szovjet Szocialista Köztársaság

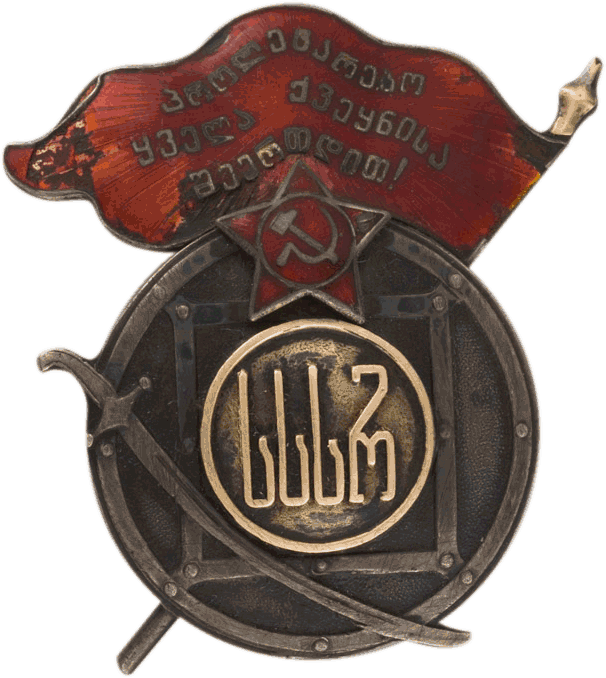
Vörös Zászló érdemrend, Grúzia, 1923.

A Grúz Szovjet Szocialista Köztársaság (Grúz SZSZK; grúzul: საქართველოს საბჭოთა სოციალისტური რესპუბლიკა; oroszul: Грузинская Советская Социалистическая Республика) a Szovjetunió egyik tagállama volt annak megalakulásától, 1922-től a széthullásáig, 1991-ig. Grúzia területét a Kaukázus meghódításának során 1801-ben kebelezte be az Orosz Birodalom. 1918-ban függetlenné vált Grúz Demokratikus Köztársaság néven, de 1921-ben – a Kaukázusontúl államai közül utolsóként – a Vörös Hadsereg csapatai megszállták, és kikiáltották a Grúz SZSZK-t. Ez 1922 tavaszán az Azerbajdzsáni SZSZK-val és az Örmény SZSZK-val megalakította a Kaukázusontúli Szovjet Szövetségi Szocialista Köztársaságot, mely 1922 végén egyike lett a Szovjetuniót megalakító államoknak. 1936-ban az új szovjet alkotmány ("sztálini alkotmány") elfogadásával megszűnt a Kaukázusontúli SZSZSZK, és annak három tagállama közvetlenül a Szovjetunió köztársaságává vált. 1989. november 18-án a Grúz SZSZK bejelentette belpolitikai szuverenitását. 1990. november 14-én Grúz Köztársaság nevet vette fel, és 1991. április 9-én függetlenné vált a Szovjetuniótól.
A Grúz SZSZK-t északról az Oroszországi Szovjet Szövetségi Szocialista Köztársaság, keletről az Azerbajdzsáni SZSZK, délről az Örmény SZSZK és Törökország, nyugatról pedig a Fekete-tenger határolta.

## Története

### Létrehozása
1917. november 28-án, az oroszországi októberi forradalom után Tbiliszi központtal Transzkaukázusi Ideiglenes Kormány alakult. A Grúziai Szociáldemokrata Párt (grúz mensevikek) által vezetett többpárti demokratikus rendszer működött az 1918 májusától 1921 elejéig fennálló Grúz Demokratikus Köztársaságban. 1921 februárjában a Vörös Hadsereg lerohanta Grúziát, ezzel kezdetét vette a 70 éves kommunista diktatúra, a Grúz Szovjet Szocialista Köztársaság hivatalosan 1921. február 25-én jött létre. A következő év március 2-án elfogadták a szovjet alkotmányt.

### A Kaukázusontúli SZSZSZK részeként

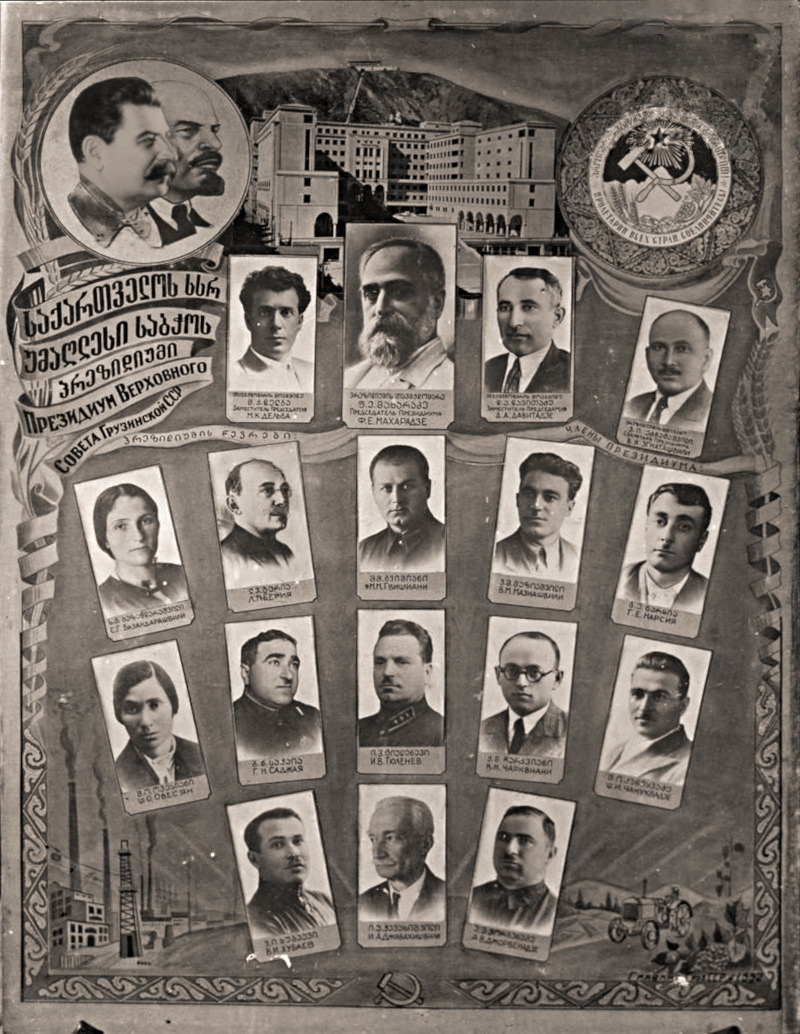
Grúzia 1938-ban megválasztott első Legfelsőbb Tanácsának elnöksége.

A kaukázusontúli köztársaságok szovjetizálásának részeként rendezték az egymás közötti, illetve a köztük és Törökország közötti területi vitákat. Az így kialakult nemzetközi határokat e nemzetek nacionalista mozgalmai gyakran megkérdőjelezik.
Grúzia 1922. március 12-től 1936. december 5-ig a Kaukázusontúli SZSZSZK része volt az Örmény SZSZK-val és az Azerbajdzsáni SZSZK-val együtt. 1936-ban a Kaukázusontúli SZSZSZK megszűnt, így Grúzia teljes jogú szovjet tagköztársaság lett.
Grúziát 1931 és 1938 között Lavrentyij Pavlovics Berija vezette a Grúz Kommunista Párt Központi Bizottságának első titkáraként.

### A második világháború
A kaukázusi (Grúziától északra és keletre található) olajmezők elérése volt Hitler 1941 júniusi inváziójának egyik fő célja, de a tengelyhatalmak seregei nem jutottak el Grúziáig. Az ország közel 700 ezer lakója szolgált a Vörös Hadseregben, közülük 350 ezren meghaltak. A frontra szállított legfontosabb grúziai termékek a textil és a lőszerek voltak. A háború éveiben a moszkvai szovjet vezetés a németekkel való együttműködéssel vádolta meg az Észak-Kaukázusban, az Oroszországi SZSZSZK területén saját autonómiáikban élő csecseneket, ingusokat, karacsájokat és balkárokat. Erre hivatkozva e népeket Szibériába és Közép-Ázsiába telepítették lakóhelyükről, megszüntetett autonóm köztársaságaik és területeik egyes részeit pedig Grúziához csatolták. A kollektív büntetéseket csak a Sztálin halála utáni politikai változások során, az 1950-es években vonták vissza részlegesen, és 1957-re álltak helyre a korábbi autonómiák és határaik.

### Sztálin halála után

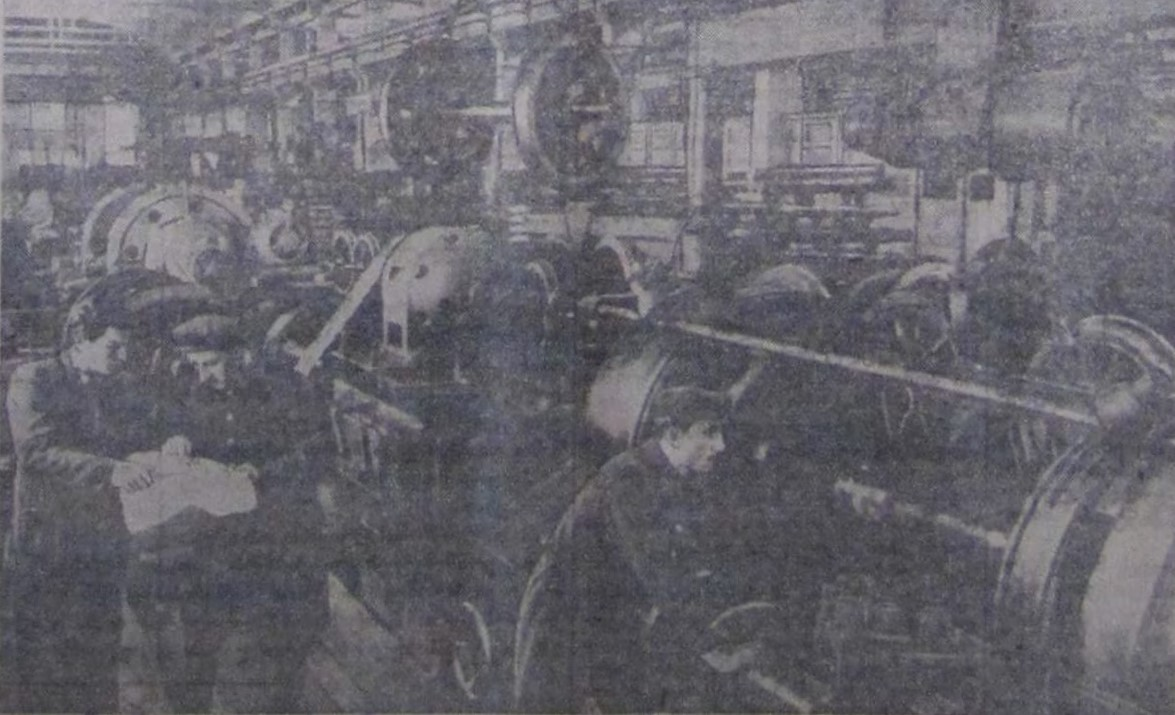
Munkások a Grúz SZSZK egyik gyárában.

1956. március 9-én mintegy száz grúz diákot öltek meg, amikor Nyikita Szergejevics Hruscsov desztalinizációs politikája ellen tüntettek, amelyet a grúz nép és kultúra általános kritikája kísért.
Az 1950-es évek közepén Hruscsov által vezetett decentralizációs programot – a legtöbb szovjet tagköztársasághoz hasonlóan – a Grúz Kommunista Párt tisztviselői is saját helyi hatalmi bázisuk megerősítésére használták fel. Virágzó árnyékgazdaság jött létre a hivatalos államilag irányított szektorok mellett. Míg Grúzia gazdaságának hivatalos növekedési üteme a legalacsonyabb volt a Szovjetunióban, a megtakarítási mutatók, a gépkocsi- és a ingatlantulajdon aránya itt volt a legmagasabb. Ezekkel az arányokkal Grúzia az egyik legeredményesebben gazdálkodó szovjet köztársaság lett, de ezzel egyidejűleg igen magas volt a korrupció szintje. Az unió köztársaságai közül Grúziában volt a legmagasabb a felsőoktatásban és szakképzésben részesülő lakosság aránya.
Bár a korrupció nem volt ismeretlen a Szovjetunió más részein sem, Grúziában olyan széles körben elterjedt és annyira nyilvánvaló volt, hogy az már belpolitikai kockázatot jelentett a moszkvai hatóságok számára. Eduard Sevardnadze, az 1964 és 1972 közötti grúz belügyminiszter miután hírnevet szerzett a korrupció elleni határozott fellépése révén, és moszkvai támogatással megszerezte a Grúz Kommunista Párt KB első titkári posztját, leváltva Vaszil Mzhavanadzét. A köztársaság vezetőjeként 1972 és 1985 között több száz korrupt hivatalnokot mozdított el, és javította a hivatalos gazdasági mutatókat.
A kommunista hatalom és a grúz nacionalizmus 1978-ban nyílt összeütközésbe került egymással, amikor az 1977-es új ("brezsnyevi) szovjet alkotmány elfogadása után a köztársaságoknak is új alkotmányt kellett elfogadniuk. Grúzia előző ("sztálini") alaptörvénye szerint a köztársaságban a grúz volt az államnyelv, az új tervezet viszont az orosz számára is megadta volna ezt a státuszt. Ez ellen utcai tüntetések robbantak ki, és a tömegnyomás hatására a Grúz SZSZK Legfelsőbb Tanácsa 1978. április 14-én úgy döntött, hogy az új alkotmányban megőrzi az államnyelvre vonatkozó régi megfogalmazást. Ennek emlékére 1990 óta ezen a napon ünnepelik a grúz nyelv napját. Az 1978-as események következménye volt ugyanakkor az is, hogy a Grúziához tartozó Abház Autonóm Szovjet Szocialista Köztársaság vezetése a grúz nacionalizmus erősödésétől tartva kezdeményezte a kis köztársaság átcsatolását az Oroszországi SZSZSZK-hoz. Ezt akkor elutasították, de a grúz-abház viszony a későbbiek során folyamatosan romlott, és a Szovjetunió széthullása után Abházia orosz támogatással de facto önálló állammá vált.

### A szovjet uralom vége

Grúzia zászlaja (1990-2004)

Sevardnadze 1985-ben szovjet külügyminiszter lett, és helyét a Grúz KP KB első titkári posztján a konzervatívabb Dzsumber Patiasvili vette át, aki a peresztrojka szellemének nehezen tudott megfelelni. Az 1980-as évek vége felé egyre erőszakosabb összecsapások történtek a hatóságok, a feltörekvő grúz nacionalista mozgalom és a grúziai kisebbségek (elsősorban az oszétok) nacionalista mozgalmai között. 1989. április 9-én a szovjet csapatok szétvertek egy békés tüntetést a Tbiliszi kormányépület előtt, húsz ember halt meg és több százan megsebesültek. Az esemény radikalizálta a grúz politikát, sokan – még néhány grúz kommunista is – arra a következtetésre jutottak, hogy jobb a függetlenség, mint a Szovjetunióban maradás.
1990. október 28-án demokratikus parlamenti választásokat tartottak, és november 15-én az ország nevét Grúz Köztársaságra változtatták. Grúzia (Abházia kivételével) egyike volt annak a hat köztársaságnak (Örményországgal, Moldáviával és a három balti köztársasággal), amelyek bojkottálták az unió fenntartásának kérdéséről tartott szövetségi népszavazást 1991 márciusában. Zviad Gamszahurdia 1991. április 9-én, még jóval a Mihail Gorbacsov elleni sikertelen augusztusi puccs előtt kikiáltotta Grúzia függetlenségét, az egyik legelsőként a szovjet tagköztársaságok közül. Ezt azonban a szovjet kormány nem ismerte el, és Grúzia csak a Szovjetunió 1991. december 25-én történt megszűnése után lett ténylegesen független.

## Külső hivatkozások
- Georgia, land of the Golden Fleece, reveals its riches a propaganda pamphlet about the GSSR from the 1960s.
- Avalishvili, Levan: "The “Great Terror” of 1937–1938 in Georgia: Between the Two Reports of Lavrentiy Beria" in the Caucasus Analytical Digest No. 22
- Anchabadze, George: "Mass Terror in the USSR: The Story of One Family" in the Caucasus Analytical Digest No. 22
- Georgian museum of Soviet Occupation, Tbilisi.